# Pleurothallis nellyae
Pleurothallis nellyae là một loài thực vật có hoa trong họ Lan. Loài này được P.Ortiz miêu tả khoa học đầu tiên năm 1997.